# Saison 6 de Secrets d'histoire
La sixième saison de Secrets d'histoire est une émission de télévision historique présentée par Stéphane Bern.
Elle est diffusée du 29 mai au 6 novembre 2012 sur France 2.

## Principe de l’émission
Chaque numéro retrace la vie d'un grand personnage de l'Histoire et met en lumière des lieux hautement emblématiques du patrimoine.
Le reportage est constitué d'images d'archives, de reconstitutions, d'extraits de films et iconographies, ainsi que d'entretiens avec des spécialistes (historiens, écrivains, conservateurs…). Des plateaux sont également réalisés en extérieur dans différents lieux liés au sujet évoqué.

## Liste des épisodes inédits

### Élisabeth II, dans l'intimité du règne

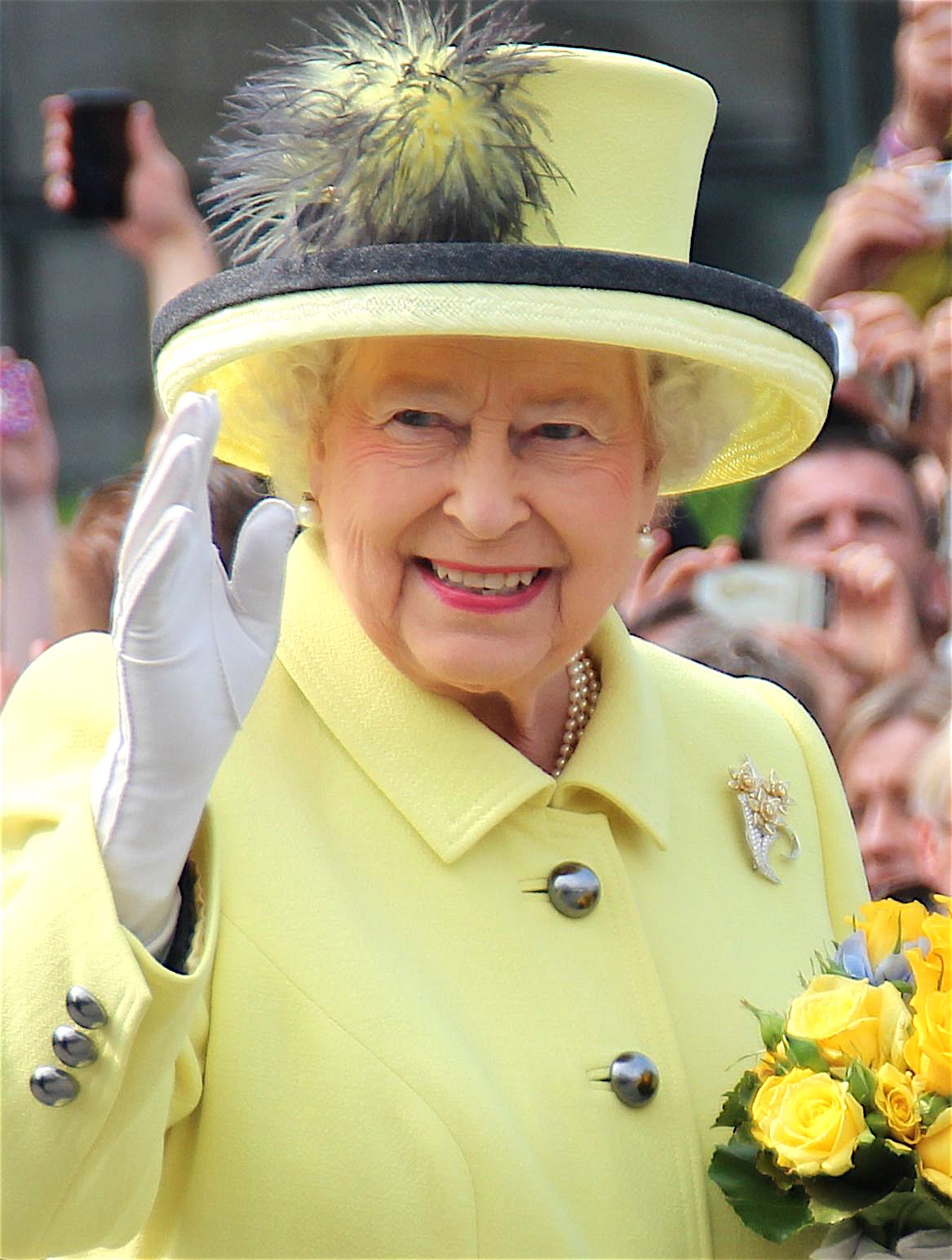
La reine Élisabeth II en 2015.

#### Description
A l’occasion de son jubilé de diamant, les 60 ans de son règne, ce numéro brosse le portrait de la reine d’Angleterre Élisabeth II.
L’émission revient sur les événements majeurs de son règne et tente de décrypter sa personnalité grâce à de nombreux témoignages et à des archives royales, ainsi que différents témoignages de membres de la famille royale et de chefs d’état qui l’ont côtoyés.
Le reportage propose enfin une visite des châteaux de Windsor et de Buckingham Palace, ainsi qu’une découverte du protocole officiel de la famille royale britannique.

#### Première diffusion
- France : 29 mai 2012

#### Accueil critique
Le magazine Télé-Loisirs note : « Un portrait en rose bonbon de la souveraine, à la fois plein d'admiration, discrètement ironique et très fouillé ».

#### Lieux de tournage
Parmi les lieux visités par l'émission, on retrouve notamment le Château de Windsor et le Palais de Buckingham,.

#### Liste des principaux intervenants
- Charles de Galles - fils aîné de la reine Élisabeth II
- Marc Roche - écrivain et correspondant du Monde à Londres
- Franck Ferrand – écrivain et animateur
- Valéry Giscard d'Estaing - ancien président de la République
- Bill Clinton - ancien président des USA
- John Major - ancien Premier ministre britannique
- Margaret Thatcher - ancien Premier ministre britannique
- Jack Lang – ancien ministre de la Culture
- Isabelle Rivere - écrivain et journaliste
- Hugo Vickers - biographe de la famille royale
- Charles Hargrove - ancien correspondant du Times
- Bernard Emie - ambassadeur de France au Royaume-Uni
- Tim Walker - chroniqueur au Daily Telegraph[4]

### Louis XIV, les passions du Roi Soleil

Portrait de Louis XIV en costume de sacre
(par Hyacinthe Rigaud, 1701).

#### Description
Ce numéro retrace le règne de Louis XIV, l’un des plus célèbres rois de France, surnommé le Roi-Soleil,.
L’émission retrace le déroulement d'une journée type du monarque, ses années d'apprentissage, ses amours passionnées avec ses multiples maîtresses, ses habitudes et sa complicité avec des artistes, comme Molière, Lully, Le Nôtre et Mansart.
L’émission revient sur son héritage : la création de l'État centralisateur, des Invalides, de la Comédie-Française ou la transformation du pavillon de chasse de son père pour créer le château de Versailles. Elle revient également sur ses multiples passions : les femmes, la guerre, l’architecture, l’art, la danse et le jardinage.
Lors d’une conférence de presse au château de Versailles, Stéphane Bern déclare : « On pensait que tout le monde le connaissait, mais on s’est rendu compte que non. Secrets d’histoire permet de réparer les zones d’ombre qui planent sur la connaissance de l’histoire ».

#### Première diffusion
- France : 3 juillet 2012

#### Accueil critique
Le magazine Télé-Loisirs note : « Un panorama complet et de bons éclairages, mais la magnificence du lieu aurait mérité un traitement moins statique ».
De son côté, le magazine L'Express note : « Les témoignages d’historiens, les images de films de cinéma ou de téléfilms, mais aussi des scènes de la vie au château tournées par des comédiens apportent de la légèreté à ce numéro intéressant et dense ».

#### Lieux de tournage
Parmi les lieux visités par l'émission, on retrouve notamment Le Château et le Jardin de Versailles, l'Hôtel des Invalides et la Comédie-Française,.

#### Liste des principaux intervenants
- Joël Cornette – historien
- Jean-Christian Petitfils – historien
- Olivier Chaline – historien
- Lucien Bély – historien
- Alexandre Gady - historien d’art
- Simone Bertière – historienne
- Jean-Louis Gouraud - écrivain
- Marianne Carbonnier-Burkard - historienne
- Anne Muratori-Philip – historienne
- Erik Orsenna - écrivain
- Stéphane Castelluccio - historien

### Victor Hugo, la face cachée du grand homme

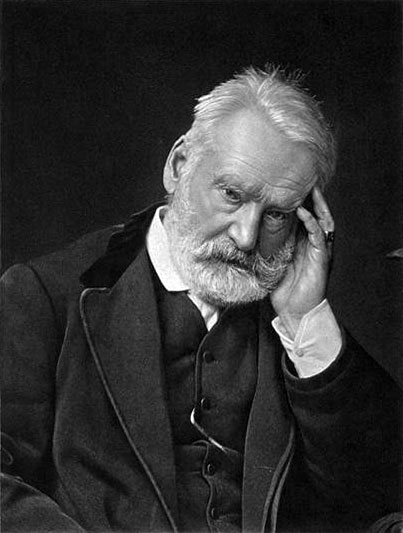
Victor Hugo (vers 1875) par Walery.

#### Description
Ce numéro retrace la vie du poète, dramaturge et écrivain Victor Hugo, figure de la littérature française du XIXe siècle.
Le reportage revient notamment sur son parcours politique, sa lutte contre l’injustice sociale, sa défense des idéaux de la république et son combat pour l'abolition de la peine de mort.
L’émission revient également sur les tourments de sa vie familiale, notamment la disparition de sa fille aînée Léopoldine qui le laisse inconsolable, et la folie de son autre fille Adèle.

#### Première diffusion
- France : 10 juillet 2012

#### Accueil critique
Le magazine Télé 2 semaines note : « Cette biographie aborde les différentes facettes de cet homme à la stature peu commune à travers des chapitres d'une grande clarté ».

#### Lieux de tournage
Parmi les lieux visités par l'émission, on retrouve notamment la Maison de Victor Hugo à Paris, l'Hauteville House à Guernesey et le Musée de la Vie romantique.

#### Liste des principaux intervenants
- Jean Marc Hovasse - écrivain
- Robert Badinter - avocat, homme politique et écrivain
- Anne Martin-Fugier – historienne
- Michel de Decker – historien
- Danièle Gasiglia-Laster – écrivain
- Pierre Assouline – écrivain
- Gérard Pouchain – historien et biographe
- Florence Colombani - journaliste[13],[14]

### Isabelle la Catholique

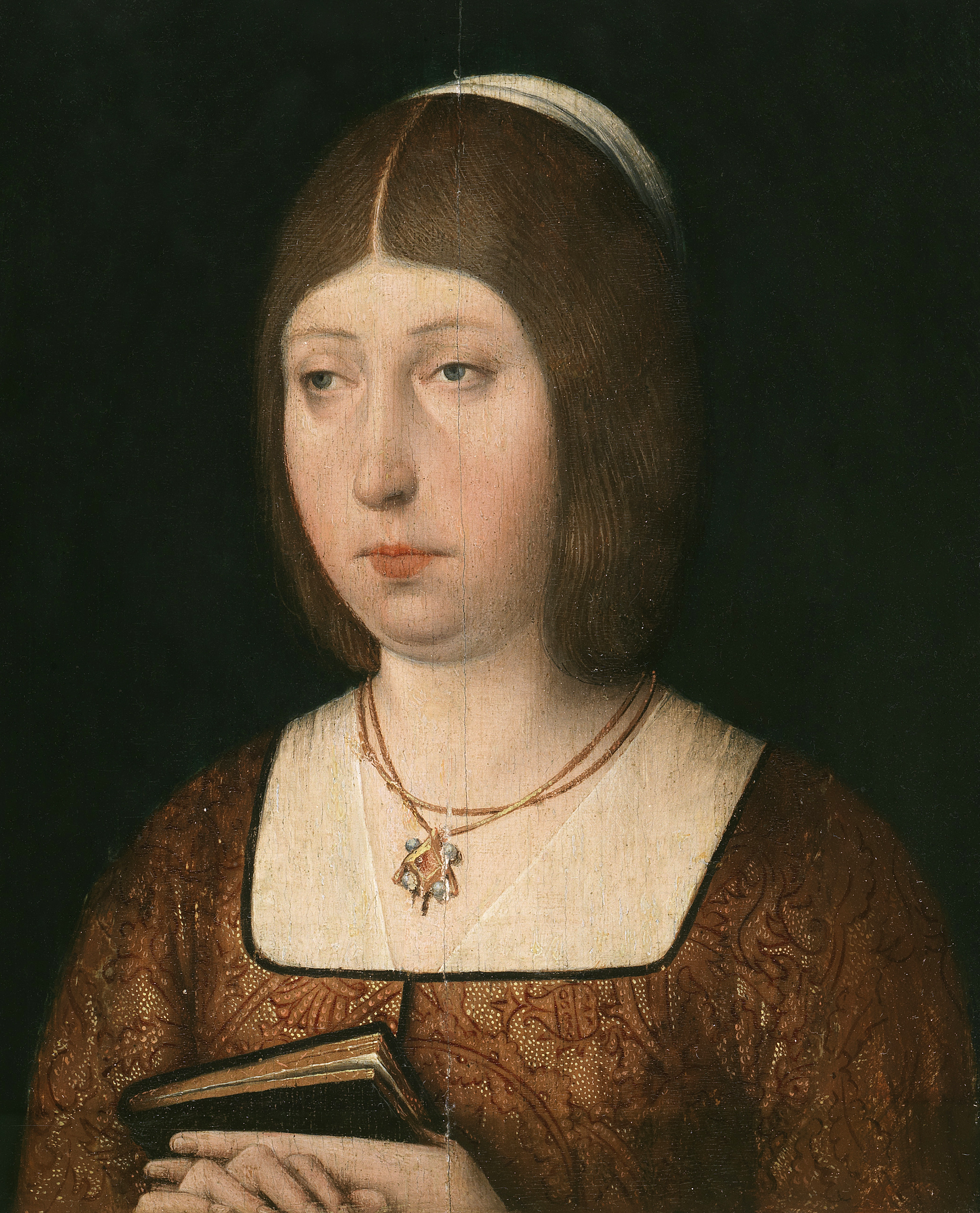
Portrait d’Isabelle la Catholique.

#### Description
Ce numéro retrace la vie d’Isabelle la Catholique, reine de Castille et d’Aragon, et l'une des souveraines les plus marquantes de l'histoire européenne,.
L’émission revient sur son coup d'État qui lui permet de s’emparer du trône, son appui au voyage de Christophe Colomb en 1492 contre l'avis des scientifiques de l'époque, l’achèvement de la Reconquista mais également sur sa légende noire, incarnée par l’expulsion des Juifs d’Espagne et l'Inquisition espagnole, qu’elle fonda en 1480,.

#### Diffusions
- France : 17 juillet 2012
- France : 19 décembre 2013 (rediffusion)[16]
- France : 4 août 2015 (rediffusion)[17]

#### Accueil critique
Le magazine Télé-Loisirs note : « De sublimes monuments, des anecdotes surprenantes et des témoignages solides étayent ce portrait complet d'une reine aussi ambitieuse que complexe ».

#### Lieux de tournage
Parmi les lieux visités par l'émission, on retrouve notamment la Mosquée-cathédrale de Cordoue, l'Alhambra de Grenade, le palais de l'Alcazar de Séville, le palais de l'Escurial et le tombeau de Christophe Colomb,.

#### Liste des principaux intervenants
- Georges Martin - professeur à l'Université Paris Sorbonne
- Bartolomé Bennassar - historien
- Joseph Pérez - historien et biographe
- Alfredo Alvar Ezquerra – biographe
- Nathalie Peyrebonne – romancière
- Juan Antonio Vilar Sánchez – historien
- Eva Paz Pardo – historienne
- Fernando de Amores Carredano – archéologue
- Alfredo Alvar Ezquerra - biographe[19],[20]

### Louis XV et Marie Leczinska, tromperie à Versailles

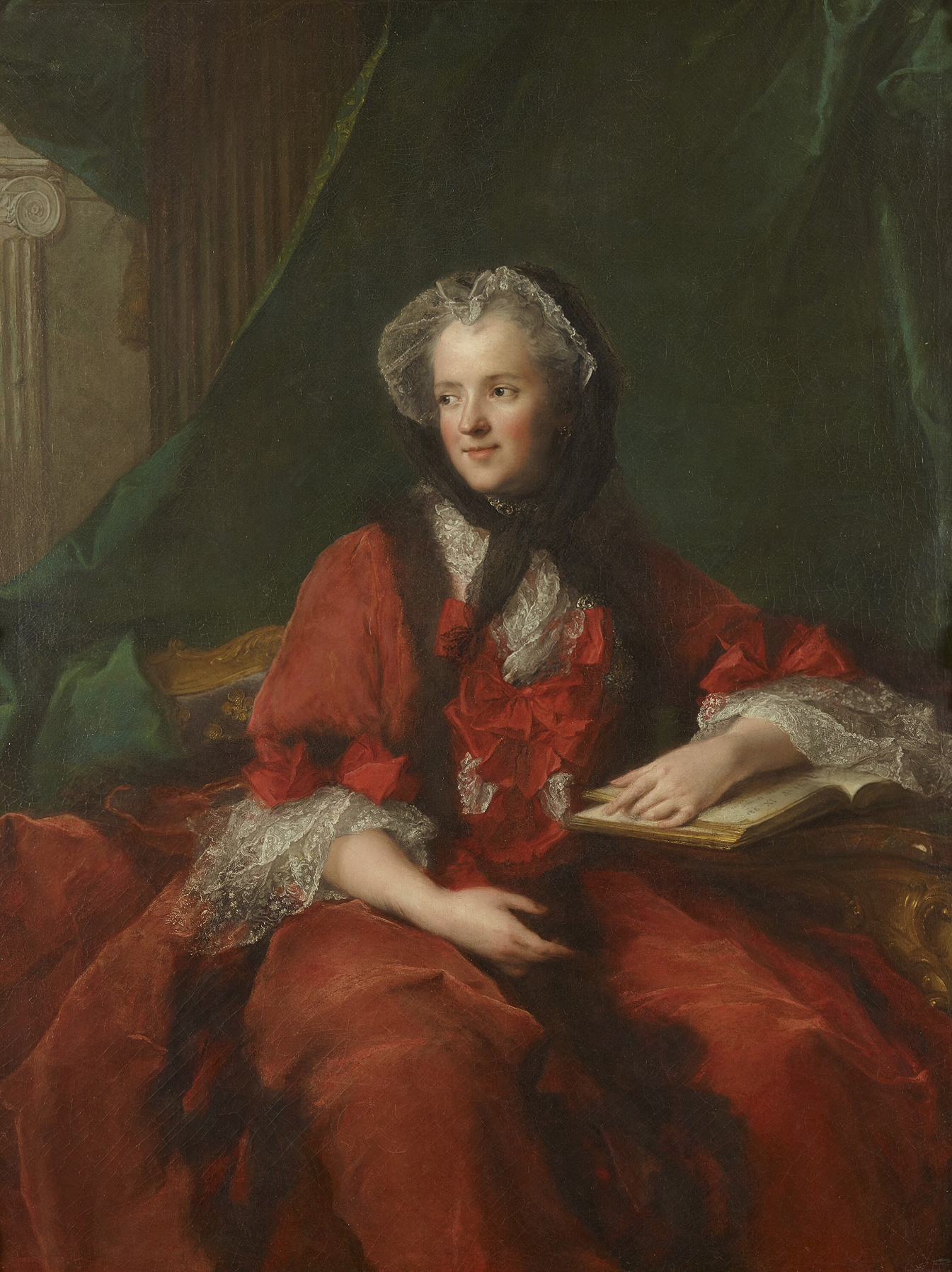
Marie Leczynska, par Jean-Marc Nattier (1748).

#### Description
Ce documentaire retrace le destin de la princesse polonaise Marie Leszczynska, deuxième enfant d'un roi déchu de Pologne, Stanislas Leszczynski, qui devient reine de France à la suite de son mariage avec le roi Louis XV,.
Le reportage revient en particulier sur les nombreuses infidélités de son époux, notamment ses relations avec ses favorites Madame de Pompadour et Madame Du Barry. L’émission décrit comment la reine se réfugie dans la piété, le jeu et la musique afin d’oublier ces humiliations.
L’émission brosse le portrait d’une femme à la fois cultivée et polyglotte,.

#### Diffusions
- France : 24 juillet 2012
- France : 14 juin 2021 (rediffusion)

#### Accueil critique
Le magazine Télé-Loisirs note : « Un récit fourmillant d'anecdotes insolites et plus sérieuses évoquées par de nombreux et savants historiens. Vivant et divertissant ».

#### Lieux de tournage
Parmi les lieux visités par l'émission, on retrouve notamment les châteaux d'Haroué, de Versailles et de Lunéville,.

#### Liste des principaux intervenants
- Simone Bertière - historienne
- Évelyne Lever - historienne
- Anne Muratori-Philip - historienne
- Catherine Salles - historienne
- Geneviève Chauvel - écrivaine
- Raphaël Masson - conservateur au château de Versailles
- Juliette Trey - conservateur au château de Versailles
- Michel de Decker - historien
- Dominique Paquet - écrivain
- Camille Pascal - écrivain
- Ève Ruggieri - journaliste
- Thierry Franz - conservateur[24],[25]

### Christine de Suède, reine des scandales

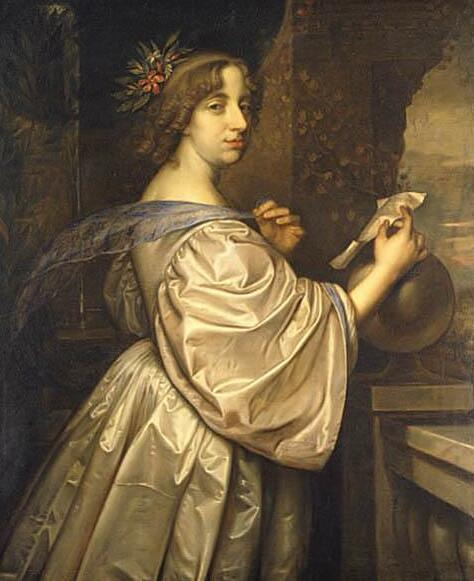
Portrait de la reine Christine de Suède (avant 1656) par David Beck.

#### Description
Ce numéro retrace la vie de Christine de Suède, une reine méconnue à la vie originale et singulière, dont le règne fut marqué par de nombreux coups d’éclat,.
L’émission retrace son parcours : ses débuts au Palais Royal de Stockholm, son couronnement à l’âge de six ans, sa lassitude du pouvoir, son abdication à vingt-huit ans, sa conversion au catholicisme, sa vie amoureuse mouvementée ainsi que son séjour au Vatican où elle sera inhumée.
Le reportage brosse le portrait d’une féministe avant l’heure, dotée d’un esprit curieux et d’un vif tempérament.

#### Première diffusion
- France : 7 août 2012

#### Accueil critique
Le magazine Télé-Loisirs note : « Le portrait fin et étayé d'anecdotes savoureuses d'une personnalité fascinante, aussi brillante que scandaleuse ».

#### Lieux de tournage
Parmi les lieux visités par l'émission, on retrouve notamment le Palais royal de Stockholm, le Palais Farnèse à Rome, le château de Fontainebleau, le Palais Corsini et le Château de Drottningholm en Suède,.

#### Liste des principaux intervenants
- Yann Kerlau - historien et romancier
- Françoise Kermina – historienne
- Daniel des Brosses - historien
- Bernard Quillet - historien
- Marie-Louise Roden – historienne
- Jean-François de Raymond - historien de la philosophie
- Magnus Olausson - conservateur au Musée national des Beaux-Arts de Stockholm
- Marion Lemaignan - historienne
- Martine Boiteux - historienne
- Tomaso Montanari - historien de l'art[29],[30]

### Soliman le magnifique

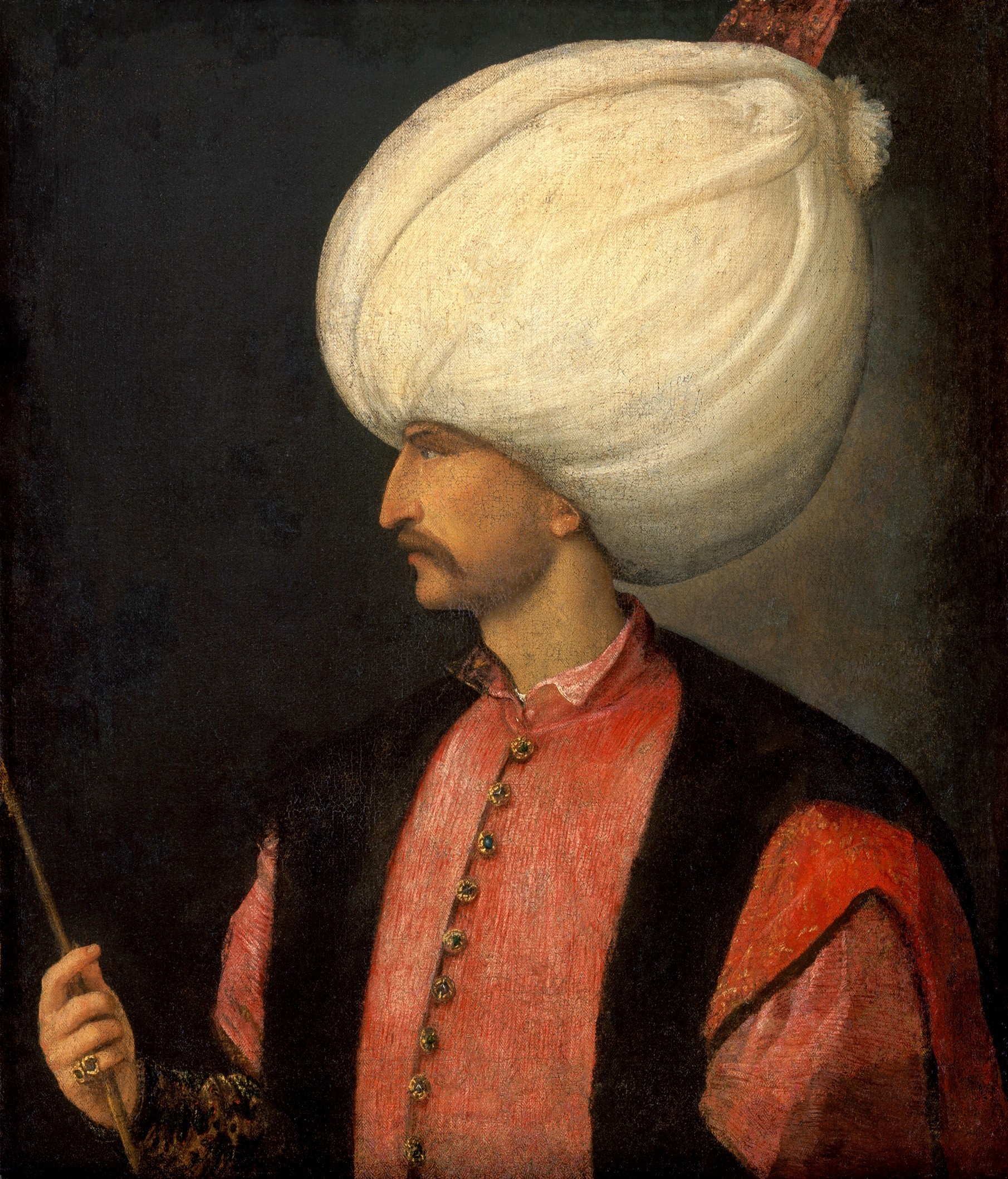
Portrait de Soliman attribué au Titien, vers 1530.

#### Description
Ce numéro retrace la vie de Soliman le Magnifique, dixième sultan de l’Empire ottoman, de 1520 à 1566, que les chrétiens surnomment le Magnifique pour la magnificence de son règne, et qui est resté dans les mémoires orientales comme un législateur hors-pair,.
L’émission revient sur ses différentes conquêtes, ses trésors et ses mosquées qui émerveillent le monde occidental. Elle revient également sur sa passion pour une esclave slave, Roxelane, qui élimine toutes ses rivales et devient l'épouse du sultan.
Le reportage brosse le portrait d’un homme lettré, que le pouvoir condamne à la solitude, hanté par l’idée d’un parricide.

#### Diffusions
- France : 21 août 2012
- France : 27 mars 2013 (rediffusion)[32]

#### Accueil critique
Le magazine Télé-Loisirs note : « Cette biographie vivante et très documentée retrace avec clarté le règne d'un sultan fascinant ».

#### Lieux de tournage
Parmi les lieux visités par l'émission, on retrouve notamment la Basilique Sainte-Sophie et le Palais de Topkapı à Istanbul,.

#### Liste des principaux intervenants
- Gilles Veinstein - historien spécialiste de l'Empire Ottoman
- Edhem Eldem – historien spécialiste de l'Empire Ottoman
- Juliette Dumas – historienne
- Frédéric Hitzel - historien
- Isaure de Saint-Pierre – romancière
- Kénizé Mourad – journaliste et romancière
- Jean-Louis Bacqué-Grammont – directeur de recherche émérite au CNRS[34],[35]

### Marie-Caroline, l'indomptable reine de Naples et de Sicile

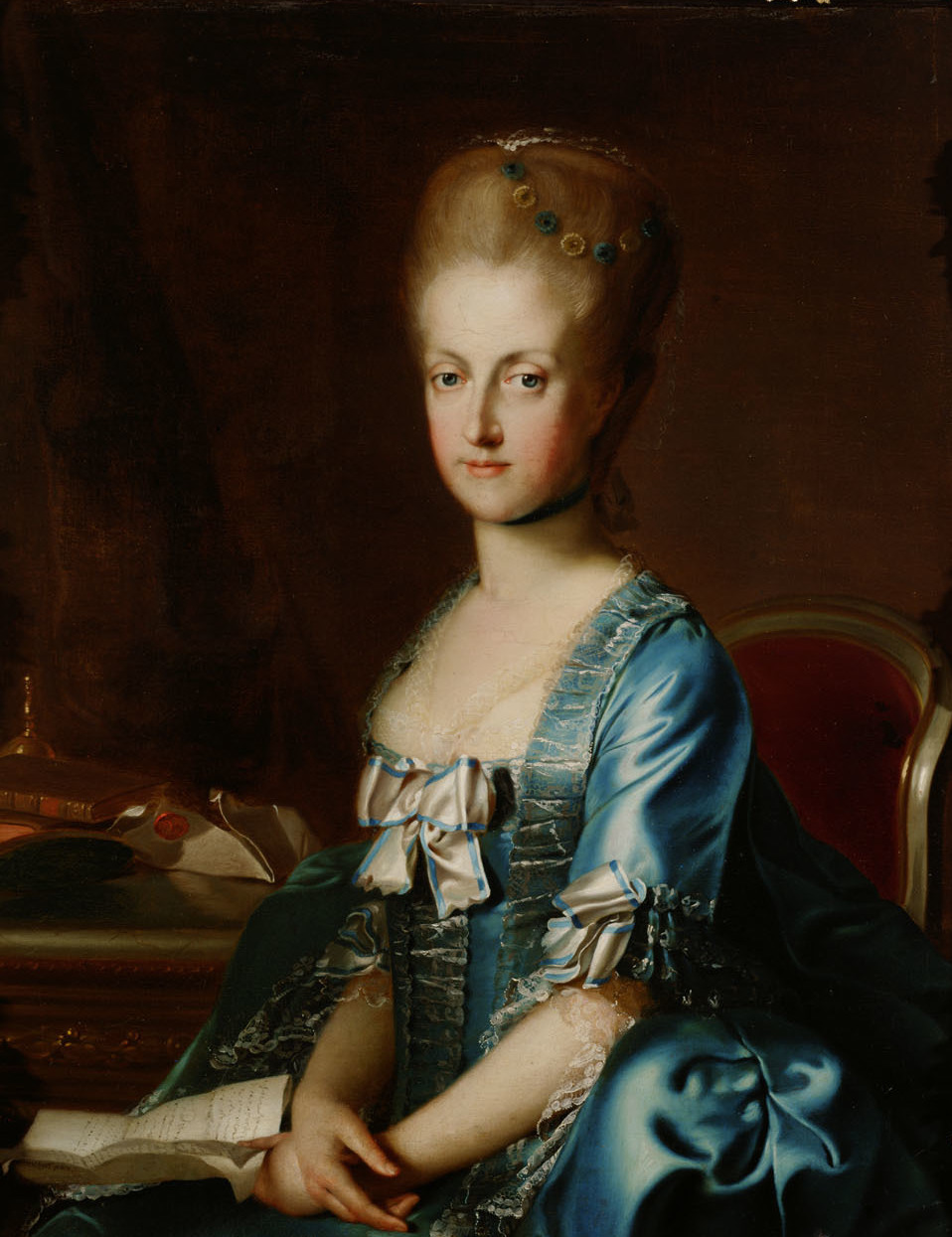
La reine Marie-Caroline vers 1770 par Georg Weikert.

#### Description
Ce numéro retrace le destin de Marie-Caroline d'Autriche, fille de Marie-Thérèse d'Autriche et sœur de Marie-Antoinette.
L’émission est composée de différentes visites des splendides demeures où elle a vécu, notamment le palais royal de Caserte, conçu pour rivaliser avec le Château de Versailles. Elle brosse également le portrait d’une femme de tête, monarque éclairée et ennemie impitoyable des Républicains.

#### Première diffusion
- France : 28 août 2012

#### Accueil critique
Le magazine Télé-Loisirs note : « Ce portrait, avec en toile de fond la grande et la petite histoire, brosse avec talent la personnalité étonnante de cette femme de tête ».

#### Lieux de tournage
Parmi les lieux visités par l'émission, on retrouve notamment le Palais royal de Naples, la manufacture de San Leucio ainsi que les palais de Palerme et Caserte,.

#### Liste des principaux intervenants
- Évelyne Lever – historienne
- Jean-Paul Desprat - historien
- Luigi Mascilli Migliorini - historien
- Gennaro Toscano - historien (Institut national du Patrimoine)
- Béatrice de Bourbon des Deux-Siciles
- Gaetano Basile – historien
- Cesare de Seta – historien
- Antoine d'Arjuzon – historien
- Thierry Lentz - historien[38],[39]

### Le duc d'Aumale, le magicien de Chantilly

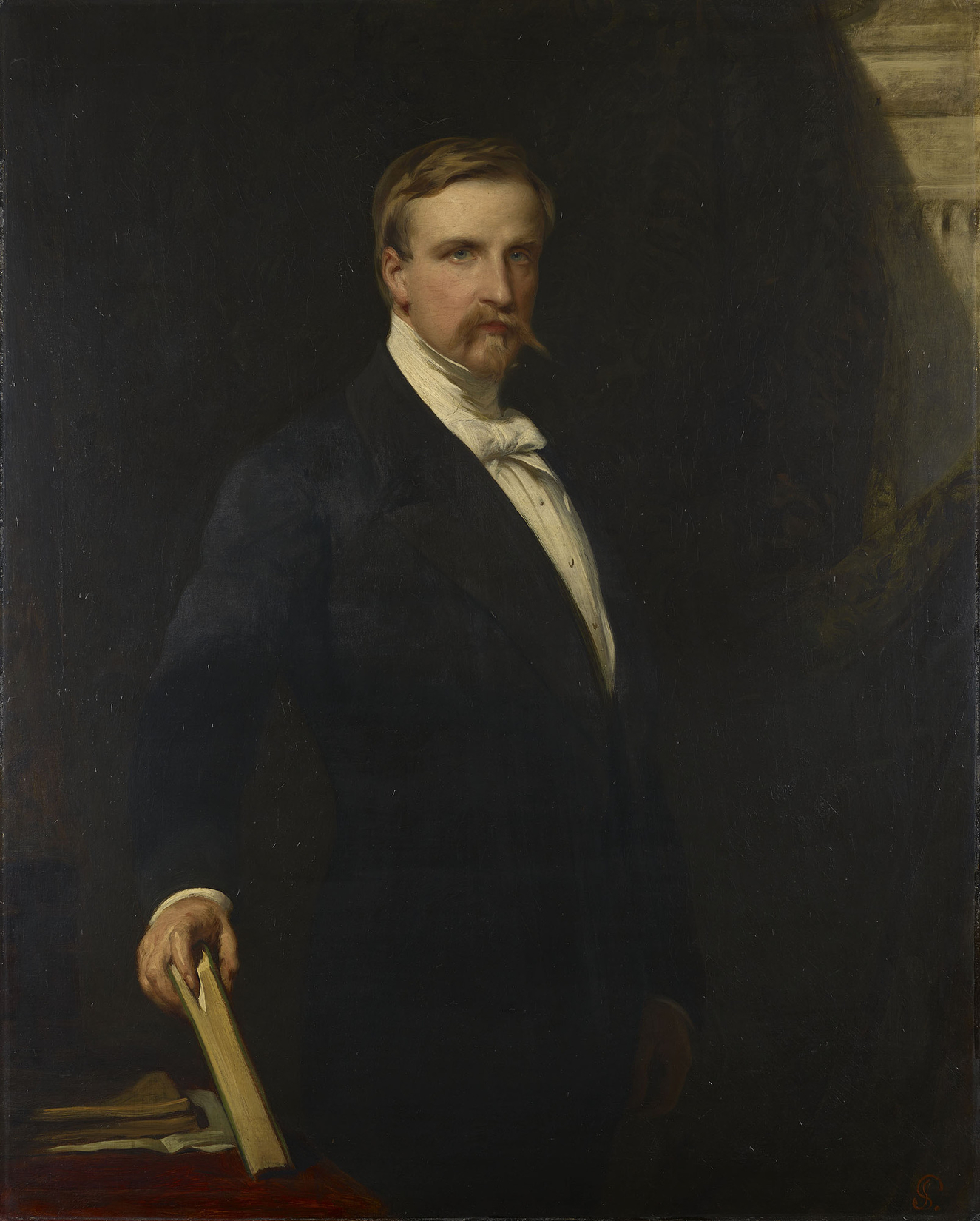
Henri, duc d'Aumale
James Sant, 1848-1860
Royal Collection.

#### Description
Ce numéro retrace le destin d’Henri d'Orléans, duc d’Aumale, Cinquième et avant-dernier fils du roi Louis-Philippe Ier et de son épouse Marie-Amélie.
L’émission revient sur son enfance à la cour de Versailles, sa carrière en Algérie entre 1840 et 1848, qui lui fait gagner ses galons militaires puis sur son exil en Angleterre, après la Révolution de 1848, où il développe un goût pour l’écriture, les livres et les œuvres d’art.

#### Première diffusion
- France : 4 septembre 2012

#### Accueil critique
Le magazine Télé-Loisirs note : « Parfois trop emphatique, ce portrait restitue cependant très bien la vie et l'apport de cet homme passionné ».

#### Lieux de tournage
Parmi les lieux visités par l'émission, on retrouve notamment le Musée Condé, le Château de Chantilly et le Château de Versailles,.

#### Liste des principaux intervenants
- Nicole Garnier - conservateur général du patrimoine - musée Condé
- Olivier Bosc - conservateur des bibliothèques du château de Chantilly
- Gonzague Saint Bris - écrivain et journaliste
- Simone Bertière - historienne
- Arnaud Teyssier - historien et écrivain
- Frédéric Lacaille - conservateur des peintures du XIX du château de Versailles
- Christian Delporte - historien
- Michel de Decker – historien et écrivain
- Jean Paul Barreaud - historien[43],[44]

### Monaco et les princes de Grimaldi

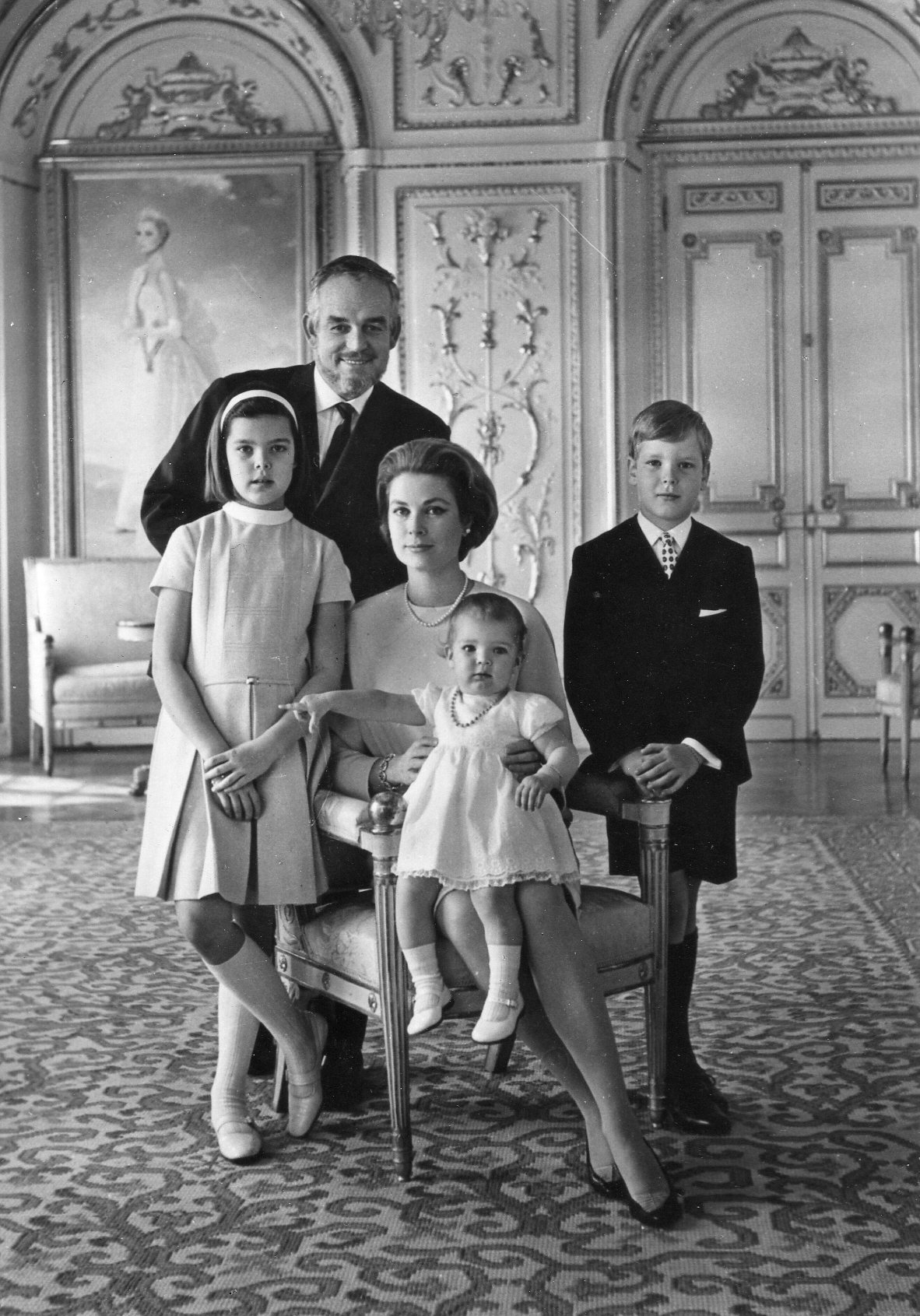
La famille princière en 1966.

#### Description
Près de 150 ans après la création du mythique quartier de Monte-Carlo et 30 ans après la tragique disparition de la princesse Grace, ce numéro retrace l’histoire de la Famille princière de Monaco.
L’émission revient sur les différents souverains qui ont œuvré pour faire jouer à cette si petite principauté un rôle important sur la place mondiale, notamment dans le monde des arts et de la culture (Charles III qui développe Monaco autour du casino et de la Société des bains de mer ; Albert Ier, le prince navigateur et pacifiste etc.). Le reportage revient enfin sur le célèbre couple, composé du prince Rainier III et de l’actrice hollywoodienne Grace Kelly.
« J’ai de tels liens et une telle affection pour la famille princière de Monaco que l'émission de ce soir est un enjeu à la fois redoutable et exaltant » explique Stéphane Bern à l’occasion de la première fois diffusion de l’émission.
« On pense parfois à tort que les Grimaldi sont une famille princière récente alors que cette famille est sur le trône et défend les intérêts de Monaco depuis plus de sept siècles. Il était donc intéressant de retracer un certain nombre de grands événements. Notamment de faire revivre la grande épopée des princes de Monaco qui ont été de grands mécènes, des princes humanistes pour beaucoup, des gens qui ont toujours défendu l'identité de leur petite principauté » déclare-t-il.

#### Première diffusion
- France : 11 septembre 2012

#### Accueil critique
Le magazine Télé-Loisirs note : « Un passionnant voyage dans le temps qui éclaire sur la plus ancienne des dynasties régnantes en Europe ».

#### Lieux de tournage
Parmi les lieux visités par l'émission, on retrouve notamment le Palais princier de Monaco, le Musée océanographique de Monaco ou les grands monuments de Monte Carlo, comme l'Hôtel de Paris et l'Opéra,.

#### Liste des principaux intervenants
- Franck Ferrand - historien
- Isabelle Rivère - écrivain et biographe
- Jean des Cars - écrivain et biographe
- Thomas Fouilleron - directeur des Archives et de la Bibliothèque du Palais Princier
- Jacqueline Carpine-Lancre - historienne
- Philippe Delorme - journaliste et historien
- Jean-Remy Bézias - historien
- Robert Calcagno - directeur du musée océanographique de Monaco[48],[49]

### Talleyrand, le diable boiteux

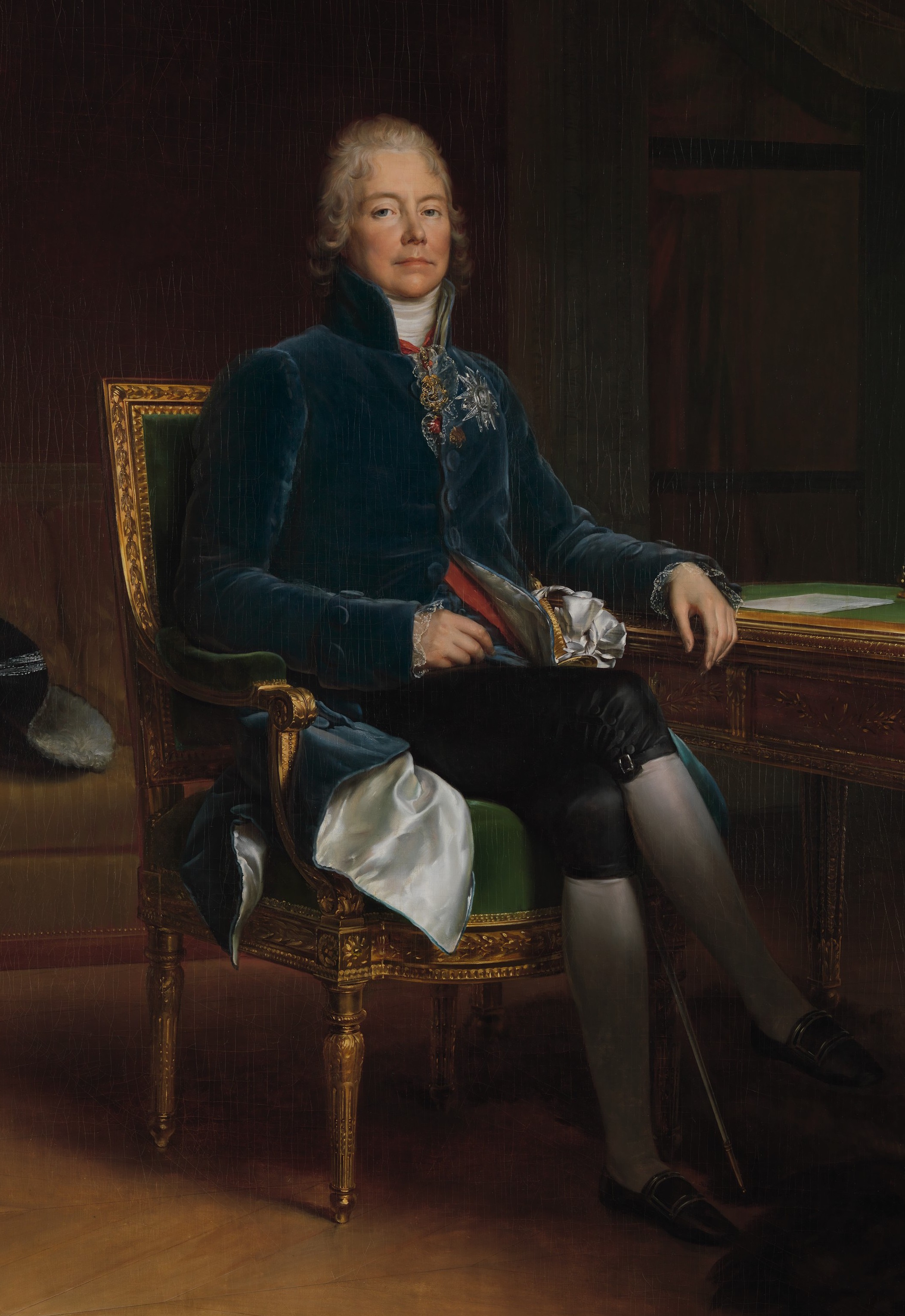
Talleyrand par François Gérard, 1808.

#### Description
Ce numéro retrace le destin de Charles-Maurice de Talleyrand-Périgord, surnommé le « diable boiteux », homme d'État et diplomate français, qui occupe des postes de pouvoir politique durant différents régimes successifs : l’Ancien Régime, le Consulat, le Premier Empire puis la Restauration.
L’émission brosse le portrait d’un homme politique amoral, cynique, ambitieux, corrompu, mais également génial, brillant et charmeur, tout en visitant ses différentes résidences, comme l’hôtel de Saint Florentin à Paris et le château de Chalais en Charente,.

#### Première diffusion
- France : 16 octobre 2012

#### Accueil critique
Le magazine Télé-Loisirs note : « Un excellent sujet qui retrace avec brio et sans temps mort la vie de ce brillantissime homme d’Etat ».

#### Lieux de tournage
Parmi les lieux visités par l'émission, on retrouve les anciennes demeures de Talleyrand comme le Château de Chalais, le Château de Valençay et l'Hôtel Saint-Florentin à Paris,.
Lors du tournage au château de Valencay, Claude Doucet, le président du syndical mixte de Valencay, explique : 

« Pour nous, c’est intéressant car l’émission va contribuer à faire la promotion du Valencay au travers de la personnalité de Monsieur de Talleyrand. Je pense qu’on peut espérer une augmentation du tourisme, avec 20% de visiteurs supplémentaires sur le site. […] Nous avons aussi cherché à faire participer la population. Des gens de Valencay et de la région ont ainsi participé à plusieurs plateaux. »

#### Liste des principaux intervenants
- Emmanuel de Waresquiel - historien
- Jean Tulard - historien
- Françoise Hamel - écrivain
- Eric Schell - écrivain
- Franck Ferrand – historien
- Michel de Decker – historien
- Hubert Védrine - ancien ministre des Affaires étrangères
- Roland Dumas - ancien ministre
- Hélie de Pourtalès de Talleyrand - descendant de Talleyrand[53],[54]

### La Fayette, il était une fois l'Amérique

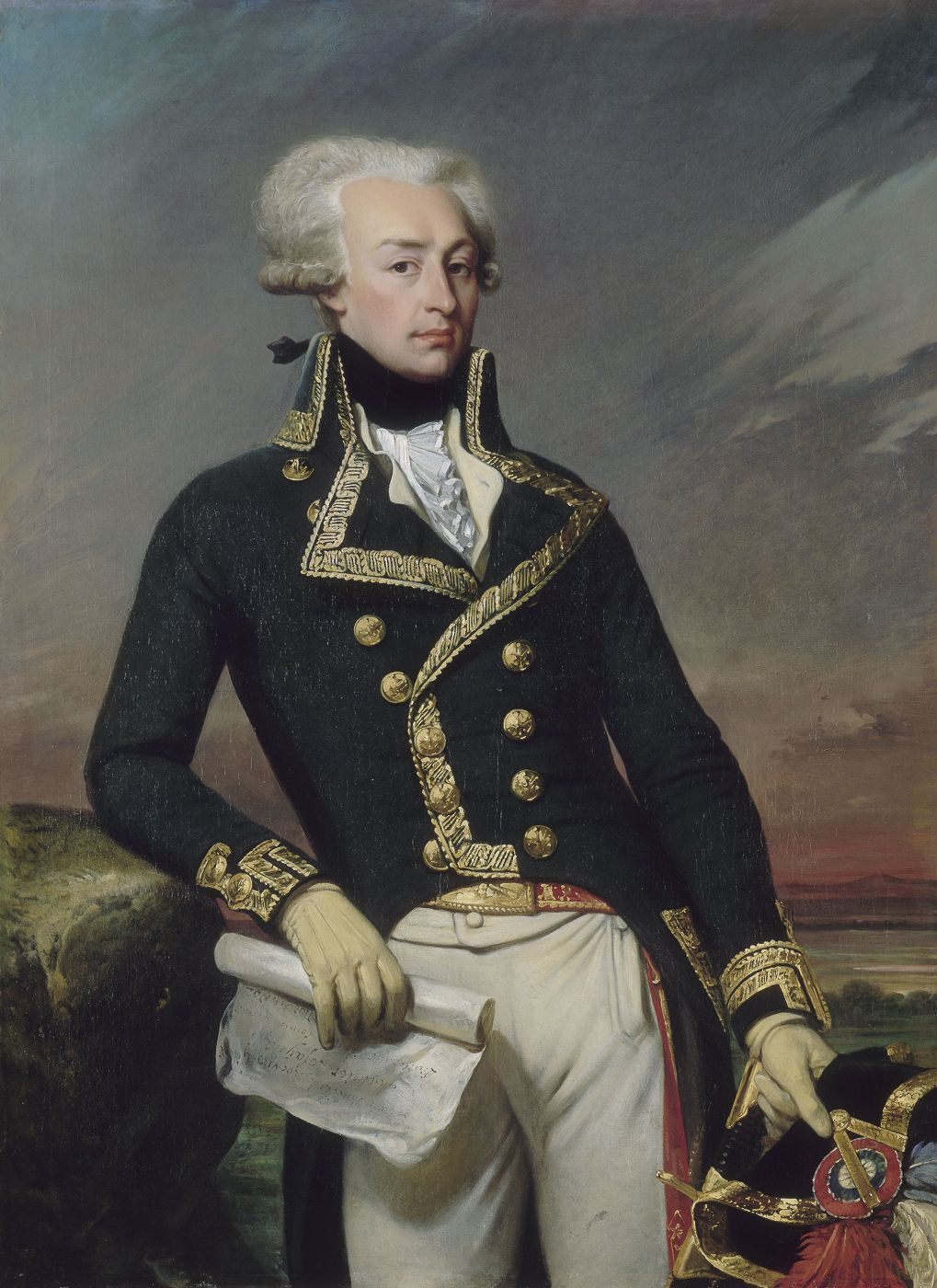
Portrait de Gilbert Motier, marquis de La Fayette, en uniforme de lieutenant-général de 1791, peint par Joseph-Désiré Court en 1834.

#### Description
À l’occasion des élections présidentielles américaines, ce numéro retrace le destin de Gilbert du Motier, marquis de La Fayette, officier et homme politique français et américain, qui s’engagea aux côtés des insurgés américains lors de la Guerre d'indépendance des États-Unis.
L’émission revient son enfance, son arrivée à la cour de Versailles à l’âge de 16 ans, son amitié avec George Washington, ainsi que sur son rôle décisif lors de la guerre d'indépendance des États-Unis, en particulier lors de la victoire de Yorktown le 19 octobre 1781,.

#### Première diffusion
- France : 6 novembre 2012

#### Accueil critique
Le magazine Télé-Loisirs note : « Un portrait passionnant de cet infatigable combattant de la liberté et de la démocratie ».

#### Lieux de tournage
Parmi les lieux visités par l'émission, on retrouve notamment 
- Les châteaux de Chavaniac, de Versailles, de Cirey et de Rochambeau
- La Bergerie nationale de Rambouillet
- Le domaine de Mount Vernon et Monticello en Virginie
- L'Independence Hall à Philadelphie
- Les parcs nationaux de Valley Forge et de Chadd's Ford en Pennsylvanie
- La Larz Anderson House à Washington[59],[60]

#### Liste des principaux intervenants
- Jean-Christian Petitfils - historien
- Patrice Gueniffey - historien
- Évelyne Lever - historien
- Gonzague Saint-Bris - écrivain
- Emmanuel de Waresquiel - historien
- Jean Tulard - historien
- Lucien Bély - historien
- Patrick Villiers - historien
- Bertrand van Ruymbeke - historien
- Marie-Jeanne Rossignol - historien
- Benoît Yvert - historien
- Jacques de Trentinian - historien[59],[60]

## Diffusion
L'émission est diffusée en prime-time sur France 2, du 29 mai 2012 au 6 novembre 2012.
Les émissions durent plus d'une heure et demie, sauf les numéros sur Victor Hugo, Isabelle la Catholique et le duc d'Aumale Henri d'Orléans qui durent environ une heure.

## Audiences
En terme d'audiences, le numéro consacré à Louis XIV permet à l'émission d'obtenir son record d'audience, avec près de 5 millions de téléspectateurs et 21,2 % de part d'audience. Il s'agit de la meilleure audience de l'histoire de l'émission.
| Rang | Première diffusion | Titre                                                      | Description | Nombre de téléspectateurs | Part d'audience |
| ---- | ------------------ | ---------------------------------------------------------- | --- | ------------------------- | --------------- |
| 1    | 29 mai 2012        | Élisabeth II, dans l'intimité du règne                     | Portrait d'Élisabeth II, reine du Royaume-Uni et chef du Commonwealth de 1952 à 2022.                                                                                        | 4 500 000                 | 17%             |
| 2    | 3 juillet 2012     | Louis XIV, les passions du Roi Soleil                      | Retour sur les passions du roi Louis XIV. | 4 905 000                 | 21,2%           |
| 3    | 10 juillet 2012    | Victor Hugo, la face cachée du grand homme                 | Portrait de Victor Hugo. | 4 237 000                 | 17,7%           |
| 4    | 17 juillet 2012    | Isabelle la Catholique                                     | Le règne d'Isabelle Ire de Castille. | 4 033 000                 | 18,4%           |
| 5    | 24 juillet 2012    | Louis XV et Marie Leczinska, tromperie à Versailles        | Les portraits croisés de Louis XV et de son épouse la reine Marie Leczinska, éperdument amoureuse de ce dernier.                                                             | 3 828 000                 | 19%             |
| 6    | 7 août 2012        | Christine de Suède, reine des scandales                    | La vie extravagante de la méconnue Christine de Suède. | 3 353 000                 | 15,7%           |
| 7    | 21 août 2012       | Soliman le magnifique                                      | Portrait du plus connu des sultans, Soliman le Magnifique. | 3 433 000                 | 17,1%           |
| 8    | 28 août 2012       | Marie-Caroline, l'indomptable reine de Naples et de Sicile | Portrait de la reine de Naples et de Sicile Marie-Caroline d'Autriche. | 3 020 000                 | 12,9%           |
| 9    | 4 septembre 2012   | Le duc d'Aumale, le magicien de Chantilly                  | Portrait du prince Henri d'Orléans, et histoire des collections de son château de Chantilly, devenu aujourd'hui le second musée de France.                                   | 3 509 000                 | 13,9%           |
| 10   | 11 septembre 2012  | Monaco et les princes de Grimaldi                          | Le prince Albert II ouvre les portes du palais princier pour y découvrir l'histoire de sa famille, les Grimaldi, qui règnent depuis plus de 700 ans sur le rocher de Monaco. | 4 719 000                 | 18,7%           |
| 11   | 16 octobre 2012    | Talleyrand, le diable boiteux                              | Portrait du prince Charles-Maurice de Talleyrand-Périgord. | 3 980 000                 | 14,5%           |
| 12   | 6 novembre 2012    | La Fayette, il était une fois l'Amérique                   | Portrait du marquis Gilbert du Motier de La Fayette. | 3 480 000                 | 13%             |

Légende :
- Meilleurs scores de la saison.
- Moins bons scores de la saison.